# Hszienning
Hszienning (egyszerűsített kínai írással: 咸宁市, pinjin: Xiánníng) prefektúra szintű város Kínában, Hupej tartományban. Lakosainak száma 2 658 316 fő (2020).

## Népesség
| 2019 | 2 548 400 |
| 2020 | 2 658 316 |